# Росален-дель-Монте
Росален-дель-Монте (ісп. Rozalén del Monte) — муніципалітет в Іспанії, у складі автономної спільноти Кастилія-Ла-Манча, у провінції Куенка. Населення — 70 осіб (2010).
Муніципалітет розташований на відстані близько 90 км на південний схід від Мадрида, 55 км на захід від Куенки.

## Демографія
Динаміка населення (INE ):